# Streptofilum
A Streptofilum a Klebsormidiophyceae osztály Klebsormidiales rendje Klebsormidiaceae családjának nemzetsége.

## Történet
2018-ban fedezték fel T. Mikhailyuk és A. Lukešová, és eleinte a Klebsormidiophyceae osztályon kívül helyezték el az abból és a Phragmoplastophyta csoportból álló klád testvérnemzetségeként rbcL-SSU és 44 kloroplasztiszgén alapján Bierenbroodspot  et al. 2024-es tanulmánya azonban magi gének alapján a Klebsormidiophyceae Klebsormidiales rendjébe helyezte.:2. ábra Žárský  et al. 2024-ben hasonló filogenetikai családfát mutatott ki Bierenbroodspot  et al. eredményeihez, kivéve a Streptofilum helyzetét.
Típusfaja a Streptofilum capillatum. Második ismert faja a Streptofilum arcticum, melyet 2025-ben írtak le Glaser  et al. Rajtuk kívül van két fajba sorolatlan Streptofilum-tenyészet is.

## Morfológia
A Mesostigmatophyceae vegetatív sejtjeihez hasonlóan és az Interfiluméitól eltérően sejtjei szerves piliform pikkelyekkel rendelkeznek. Az Interfilumtól különbözik abban is, hogy nyálkarétegük homogén. A Streptophyta többi csoportjában legfeljebb csak a zoospóra pikkelyes. Sejtjei 4–8 μm hosszúak, 4,6–5 μm szélesek.
Vastag, homogén nyálka borítja sejtjeit, melybe baktériumok tapadhatnak, megnehezítve a genomikai elemzést.:1136
Sejtjei ellipszoid, ovoid vagy félgömb alakúak, kloroplasztiszai parietálisak, simák és lemezesek, a sejt kerülete 50–70%-át alkotják, 1 keményítőszemcse-réteggel körülvett pirenoidjuk van.
Rövid, el nem ágazó fonalakat vagy sejthalmazokat alkotnak, melyek könnyen kétsejtűekre és önálló sejtekre bonthatók.

## Életciklus
Vegetatív szaporodásuk a sporulációhoz hasonlóan egysíkú sejtosztódással és hajtástöredezéssel is történhet.

## Ökológia
Az Interfilumhoz hasonló niche-eken él, növekedése lassabb a Hormidiella és a Streptosarcina fajaiénál 60 μmol foton/m2s mellett, 160 μmol foton/m2s mellett azonban nem ismert, mivel a tenyészetek Pierangelini kísérletében elhaltak. Tehát a Streptofilum az alacsony (<70 μmol foton/m2s) besugárzáshoz alkalmazkodott.
Mintegy 200 perc után kiszáradnak, és működésük nem áll teljesen helyre rehidratáció után.
Homokos talajon élnek.
Glaser  et al. 2025-ös tanulmánya szerint minden ismert faja jól tolerálja az UV-sugárzást, de csak a S. capillatum képes nőni UV-sugárzás mellett, ezenkívül minden faj képes vízhiányos talajkörnyezetben, például biokéregben nőni.

## Genetika
A Klebsormidiophyceae legtöbb csoportjával szemben rendelkezik cysA és cysT génekkel, de hozzájuk hasonlóan nem rendelkezik ycf65-tel.:1138 A Streptofilum nem rendelkezik trnA(ggc)-vel a Chlorokybophyceae és a Mesostigmatophyceae csoportoktól eltérően, de a későbbi Streptophyta-kládokhoz hasonlóan.:1138
A ptDNS rövid (127 634 bp): fehérjekódoló génjeiben nincs intron, azonban egy-egy intron van a trnV(uac) és a trnL(uaa) génekben is. Ez alapján is a Klebsormidiophyceae osztálytól különállónak tekintették.:1138